# Кућа у Иригу
Кућа у Иригу је грађевина која је саграђена током Народноослободилачке борбе. С обзиром да представља значајну историјску грађевину, проглашена је непокретним културним добром Републике Србије. Налази се у Иригу, под заштитом је Завода за заштиту споменика културе Сремска Митровица.

## Историја
За време окупације кућа у Иригу у улици Пеке Дапчевића број 60 је служила за смештај штампарије у којој се илегално штампао материјал, брошуре, летци и новине „Истина” Народноослободилачке борбе због чега представља споменик борбе народа за слободу и независност. Кућа је приземна, правоугаоне основе, померена са регулационе линије неколико метара, направљена је од набоја. Кровна конструкција је дрвена, двосливни кров је покривен бибер црепом. Кућа је омалтерисана блатним малтером и окречена кречним млеком. Са уже уличне стране има два двокрилна једнострука прозора са шест окана. У централни регистар је уписана 27. децембра 1999. под бројем СК 1550, а у регистар Завода за заштиту споменика културе Сремска Митровица 6. децембра 1999. под бројем СК 113.